# Chinesische Mannschaftsmeisterschaft im Schach 2018
Die Chinesische Mannschaftsmeisterschaft im Schach 2018 war die 14. Austragung dieses Wettbewerbes. Meister wurde der Titelverteidiger Shanghai Mobil China. Aus der Division B aufgestiegen waren Hangzhou Turbine und Guangdong Ding Xin High Tech. Während Hangzhou den Klassenerhalt erreichte, musste Guangdong zusammen mit Hebei Sports Lottery direkt wieder absteigen.
Zu den gemeldeten Mannschaftskadern siehe Mannschaftskader der Chinesischen Mannschaftsmeisterschaft im Schach 2018.

## Modus
Die zwölf Mannschaften bestritten ein doppeltes Rundenturnier. Über die Platzierungen entschied zunächst die Anzahl der Mannschaftspunkte (zwei Punkte für einen Sieg, ein Punkt für ein Unentschieden, kein Punkt für eine Niederlage), anschließend die Anzahl der Brettpunkte (ein Punkt für einen Sieg, ein halber Punkt für ein Remis, kein Punkt für eine Niederlage).

## Termine und Spielorte
Die Wettkämpfe fanden statt vom 11. bis 14. April, 22. bis 24. Mai, 10. bis 13. Juli, 22. bis 25. August, 27. bis 29. Oktober und 27. bis 30. November. Die ersten vier und die letzten vier Runden wurden in Shenzhen gespielt, die Runden 5 bis 7 in Nanjing, die Runden 8 bis 11 in Jiaxing, die Runden 12 bis 15 in Zhongshan und die Runden 16 bis 18 in Wuxi.

## Saisonverlauf
Während die erfolgreiche Titelverteidigung Shanghais und der Abstieg Hebeis vorzeitig feststanden, fiel die Entscheidung über den zweiten Absteiger erst in der letzten Runde.

## Abschlusstabelle
| Pl. | Verein                           | Sp | G  | U  | V  | MP    | Brett-P.  |
| --- | -------------------------------- | -- | -- | -- | -- | ----- | --------- |
| 01. | Shanghai Mobile China (M)        | 22 | 17 | 4  | 1  | 38:6  | 72,5:37,5 |
| 02. | Chongqing                        | 22 | 12 | 5  | 5  | 29:15 | 61,5:48,5 |
| 03. | Shandong Jingzhi                 | 22 | 11 | 6  | 5  | 28:16 | 62,0:48,0 |
| 04. | Hangzhou Bank                    | 22 | 12 | 3  | 7  | 27:17 | 60,0:50,0 |
| 05. | Shenzhen Longgang team           | 22 | 10 | 5  | 7  | 25:19 | 60,5:49,5 |
| 06. | Beijing Beiao                    | 22 | 9  | 7  | 6  | 25:19 | 59,5:50,5 |
| 07. | Chengdu Beilei Youth Cless Club  | 22 | 6  | 12 | 4  | 24:20 | 58,0:52,0 |
| 08. | Zhejiang                         | 22 | 7  | 7  | 8  | 21:23 | 53,5:56,5 |
| 09. | Tianjin                          | 22 | 7  | 5  | 10 | 19:25 | 53,5:56,5 |
| 10. | Hangzhou Turbine (N)             | 22 | 4  | 3  | 15 | 11:33 | 40,5:69,5 |
| 11. | Guangdong Ding Xin High Tech (N) | 22 | 3  | 5  | 14 | 11:33 | 38,0:72,0 |
| 12. | Hebei Sports Lottery             | 22 | 2  | 2  | 18 | 6:38  | 40,5:69,5 |

## Entscheidungen
|     | Chinesischer Mannschaftsmeister: Shanghai Mobile China                          |
|     | Absteiger in die Division B: Guangdong Ding Xin High Tech, Hebei Sports Lottery |
| (M) | Meister der letzten Saison                                                      |
| (N) | Aufsteiger der letzten Saison                                                   |

## Kreuztabelle
| Ergebnisse | Ergebnisse                      | 01. | 01. | 02. | 02. | 03. | 03. | 04. | 04. | 05. | 05. | 06. | 06. | 07. | 07. | 08. | 08. | 09. | 09. | 10. | 10. | 11. | 11. | 12. | 12. |
| ---------- | ------------------------------- | --- | --- | --- | --- | --- | --- | --- | --- | --- | --- | --- | --- | --- | --- | --- | --- | --- | --- | --- | --- | --- | --- | --- | --- |
| 01.        | Shanghai Mobile China           |     |     | 2   | 2½  | 2½  | 3½  | 3½  | 3½  | 3½  | 3½  | 3   | 2½  | 3   | 3½  | 4½  | 3½  | 2½  | 3   | 3½  | 3½  | 4½  | 3   | 4   | 4   |
| 02.        | Chongqing lottery               | 3   | 2½  |     |     | 3   | 2½  | 3½  | 1½  | 2½  | 3   | 2½  | 3   | 2   | 2½  | 2   | 3   | 3   | 2   | 4½  | 2   | 4   | 3   | 3½  | 3   |
| 03.        | Shandong Jingzhi                | 2½  | 1½  | 2   | 2½  |     |     | 2½  | 3   | 1½  | 3   | 3   | 2   | 2½  | 3   | 1½  | 3½  | 3½  | 3½  | 4   | 2½  | 4½  | 2½  | 4½  | 3   |
| 04.        | Hangzhou Bank                   | 1½  | 1½  | 1½  | 3½  | 2½  | 2   |     |     | 3   | 3   | 2½  | 3   | 3½  | 1   | 1½  | 2½  | 2   | 3   | 3   | 3½  | 4   | 4½  | 4   | 3½  |
| 05.        | Shenzhen Longgang team          | 1½  | 1½  | 2½  | 2   | 3½  | 2   | 2   | 2   |     |     | 3½  | 3   | 2½  | 2½  | 2½  | 3½  | 4   | 3   | 4   | 4½  | 2½  | 2   | 3   | 3   |
| 06.        | Beijing Beiao                   | 2   | 2½  | 2½  | 2   | 2   | 3   | 2½  | 2   | 1½  | 2   |     |     | 2½  | 2½  | 3   | 2½  | 2½  | 3   | 3   | 4   | 4½  | 3   | 4   | 3   |
| 07.        | Chengdu Beilei Youth Chess Club | 2   | 1½  | 3   | 2½  | 2½  | 2   | 1½  | 4   | 2½  | 2½  | 2½  | 2½  |     |     | 2½  | 2½  | 2½  | 2½  | 3   | 3½  | 2½  | 2½  | 4   | 3½  |
| 08.        | Zhejiang                        | ½   | 1½  | 3   | 2   | 3½  | 1½  | 3½  | 2½  | 2½  | 1½  | 2   | 2½  | 2½  | 2½  |     |     | 3   | 1½  | 4   | 3   | 2   | 2½  | 3½  | 2½  |
| 09.        | Tianjin                         | 2½  | 2   | 2   | 3   | 1½  | 1½  | 3   | 2   | 1   | 2   | 2½  | 2   | 2½  | 2½  | 2   | 3½  |     |     | 2   | 2½  | 3   | 3½  | 4   | 3   |
| 10.        | Hangzhou Turbine                | 1½  | 1½  | ½   | 3   | 1   | 2½  | 2   | 1½  | 1   | ½   | 2   | 1   | 2   | 1½  | 1   | 2   | 3   | 2½  |     |     | 1½  | 3½  | 2½  | 3   |
| 11.        | Guangdong Ding Xin High Tech    | ½   | 2   | 1   | 2   | ½   | 2½  | 1   | ½   | 2½  | 3   | ½   | 2   | 2½  | 2½  | 3   | 2½  | 2   | 1½  | 3½  | 1½  |     |     | 1   | 0   |
| 12.        | Hebei Sports Lottery            | 1   | 1   | 1½  | 2   | ½   | 2   | 1   | 1½  | 2   | 2   | 1   | 2   | 1   | 1½  | 1½  | 2½  | 1   | 2   | 2½  | 2   | 4   | 5   |     |     |

Anmerkung: An erster Stelle steht jeweils das Ergebnis des Hinspiels, an zweiter Stelle das des Rückspiels.

## Die Meistermannschaft
| 1.            | Shanghai Mobile China                                                                                 |
| Schachfiguren | Ni Hua, Xu Yi, Lou Yiping, Ju Wenjun, Ni Shiqun, Wang Pin, P. Harikrishna, D. Harika, Maxim Matlakow. |